# Cinquante Nuances
 Pour plus de détails, voir Fiche technique et Distribution
Cinquante Nuances (Fifty Shades) est une saga cinématographique américaine, composé de trois parties, soit Cinquante Nuances de Grey, réalisé par Sam Taylor-Johnson et sorti en 2015, Cinquante Nuances plus sombres, réalisé par James Foley et sorti en 2017 et Cinquante Nuances plus claires, réalisé par James Foley et sorti en 2018. Cette saga est directement inspirée de la série de romans érotiques écrits par E. L. James, Fifty Shades.

## Fiche technique
|                              | Film 1                                                                | Film 2                                                                        | Film 3                                                                        |
| Titres                       | Titres                                                                | Titres                                                                        | Titres                                                                        |
| ---------------------------- | --------------------------------------------------------------------- | ----------------------------------------------------------------------------- | ----------------------------------------------------------------------------- |
| France                       | Cinquante Nuances de Grey                                             | Cinquante Nuances plus sombres                                                | Cinquante Nuances plus claires                                                |
| États-Unis                   | Fifty Shades of Grey                                                  | Fifty Shades Darker                                                           | Fifty Shades Freed                                                            |
| Équipes                      |                                                                       |                                                                               |                                                                               |
| Réalisation                  | Sam Taylor-Johnson                                                    | James Foley                                                                   | James Foley                                                                   |
| Scénario                     | Kelly Marcel                                                          | Niall Leonard                                                                 | Niall Leonard                                                                 |
| Musique                      | Danny Elfman                                                          | Danny Elfman                                                                  | Danny Elfman                                                                  |
| Production                   | E. L. James Dana Brunetti Michael De Luca                             | E. L. James Dana Brunetti Michael De Luca                                     | E. L. James Dana Brunetti Michael De Luca                                     |
| Production                   | Marcus Viscidi                                                        |                                                                               |                                                                               |
| Directeur de la photographie | Seamus McGarvey                                                       | John Schwartzman (en)                                                         | John Schwartzman (en)                                                         |
| Montage                      | Lisa Gunning Anne V. Coates Debra Neil-Fisher                         | Richard Francis-Bruce                                                         | David Clark Debra Neil-Fisher Richard Francis-Bruce                           |
| Société de production        | Focus Features Michael De Luca Productions Trigger Street Productions | Perfect World Pictures Trigger Street Productions Michael De Luca Productions | Perfect World Pictures Trigger Street Productions Michael De Luca Productions |
| Société de distribution      | Universal Pictures                                                    | Universal Pictures                                                            | Universal Pictures                                                            |
| Dates de sortie              |                                                                       |                                                                               |                                                                               |
| France                       | 11 février 2015                                                       | 8 février 2017                                                                | 7 février 2018                                                                |
| États-Unis                   | 13 février 2015                                                       | 10 février 2017                                                               | 9 février 2018                                                                |
| Informations complémentaires |                                                                       |                                                                               |                                                                               |
| Durée                        | 128 minutes                                                           | 131 minutes                                                                   | 110 minutes                                                                   |
| Budget                       | 40 000 000 $                                                          | 55 000 000 $                                                                  | 55 000 000 $                                                                  |

## Distribution
| Personnages                     | Films                     | Films                          | Films                          |
| Personnages                     | Cinquante Nuances de Grey | Cinquante Nuances plus sombres | Cinquante Nuances plus claires |
| ------------------------------- | ------------------------- | ------------------------------ | ------------------------------ |
| Christian Grey                  | Jamie Dornan              | Jamie Dornan                   | Jamie Dornan                   |
| Anastasia Steele                | Dakota Johnson            | Dakota Johnson                 | Dakota Johnson                 |
| Kate Kavanagh                   | Eloise Mumford            | Eloise Mumford                 | Eloise Mumford                 |
| Elliot Grey                     | Luke Grimes               | Luke Grimes                    | Luke Grimes                    |
| Mia Grey                        | Rita Ora                  | Rita Ora                       | Rita Ora                       |
| José Rodriguez                  | Victor Rasuk              | Victor Rasuk                   | Victor Rasuk                   |
| Jason Taylor                    | Max Martini               | Max Martini                    | Max Martini                    |
| Grace Trevelyan Grey            | Marcia Gay Harden         | Marcia Gay Harden              | Marcia Gay Harden              |
| Carrick Grey                    | Andrew Airlie             | Andrew Airlie                  | Andrew Airlie                  |
| Elena Lincoln « Mrs. Robinson » |                           | Kim Basinger                   | Kim Basinger                   |
| Jack Hyde                       |                           | Eric Johnson                   | Eric Johnson                   |
| Luke Sawyer                     |                           | Brant Daugherty                | Brant Daugherty                |
| Gia Matteo                      |                           |                                | Arielle Kebbel                 |
| Boyce Fox                       |                           |                                | Tyler Hoechlin                 |